# Exotela flavigaster
Exotela flavigaster är en stekelart som beskrevs av Vladimir Ivanovich Tobias 1998. Exotela flavigaster ingår i släktet Exotela och familjen bracksteklar. Inga underarter finns listade i Catalogue of Life.